# Роулетт, Фрэнк
Фрэнк Роулетт (англ. Frank Byron Rowlett, 2 мая 1908, Роуз Хилл, Ли, США — 29 июня 1998) — американский криптограф.

## Биография
Родился в Роуз Хилл, Вирджиния. Окончил колледж в Эмори, Вирджиния. В 1929 получил степень бакалавра по математике и химии. 1 апреля 1930 «отец американской криптографии» Вольф Фридман, формируя подразделение американской службы радиотехнической разведки, принял на службу Фрэнка Роуллета в качестве первого сотрудника — младшего криптоаналитика. Вскоре после этого на аналогичные должности были приняты Абрахам Синков и Соломон Кульбак.
В 1930-е Роулетт и его коллеги разработали коды и шифры для использования в армии США, а также взломали ряд иностранных кодов, в частности, в середине 1930-х, взломали японский дипломатический шифр (так называемый «Красный код»). В 1939 — 1940 под руководством Роулетта был взломан ещё более сложный шифр, известный как PURPLE.
Во время Второй мировой войны Роулетт сыграл важную роль в защите американских каналов связи, и внёс большой вклад в разработку шифровальной машины Sigaba. благодаря которой были спасены жизни многих американских военных. (В 1964 году Конгресс США выплатил Роулетту $ 100 000 в качестве частичной компенсации за его секретные изобретения).
Роулетт проявил себя не только как талантливый криптограф, но и как грамотный управленец, и сделал успешную карьеру. В 1943 — 1945 годах он был начальником Главного криптоаналитического бюро, а в 1945 — 1947  начальником подразделения разведки. С 1949 по 1952 гг. он был техническим директором в Оперативном Директорате «Агентства безопасности вооруженных сил» (AFSA) — предшественнике Агентства национальной безопасности (АНБ).
В 1952 Роулетт перешёл на работу в Центральное разведывательное управление и работал там до 1958, после чего вернулся в АНБ в качестве специального помощника директора. В 1965 возглавил национальную школу криптографии, и в этом же году президент Линдон Джонсон удостоил его награды National Security Medal за взлом японского шифра PURPLE. Вышел на пенсию в 1966.
За заслуги в области защиты информации американская организация Information Systems Security Organization учредила награду имени Роулетта — Frank Byron Rowlett Award.
Умер в 1998 году в возрасте 90 лет. Его имя было увековечено в Зале славы военной разведки США и Зале Славы Агентства национальной безопасности.

## Публикации
- Frank B. Rowlett, The Story of Magic: Memoirs of an American Cryptologic Pioneer, with Foreword and Epilogue by David Kahn, Laguna Hills, CA, Aegean Press, 1999.